# Douglas Gonzaga Leite
Douglas Gonzaga Leite, mais conhecido como Douglas (Itaporanga, 27 de março de 1980), é um futebolista brasileiro que atua como goleiro.

## Carreira
Douglas surgiu para o futebol no São José Esporte Clube. Passou por vários clubes do Brasil e do exterior e acertou a sua contratação junto ao Avaí no dia 11 de maio de 2008,  na campanha do time no Campeonato Brasileiro da Série B de 2008 culminando com a conquista do acesso à série A. Posteriormente, Douglas foi contratado pelo Mirassol para a disputa do campeonato paulista de 2009, mas nem chegou a atuar pelo clube, se transferindo direto para o Guarani para a disputa do mesmo campeonato. Douglas fez um excelente Campeonato Paulista, e virou ídolo da Torcida no Acesso do guarani a Série A de 2010. No ano seguinte fazia um exclente campeonato Brasileiro, quando teve uma fratura em seu dedo da mão, que o fez interromper a excelente temporada.
Para atemporada de 2011, foi anunciado como reforço do Náutico.
Em 2011, Douglas foi anunciado como novo reforço no Linense para disputar o Paulistão de 2012, .
Em 2012, Douglas chega ao Criciúma para formar o elenco que disputaria a Série B daquele ano. Pela 3ª Vez Douglas conquistou o Acesso da série B para Série A.
Em 2013, foi anunciado como reforço do Audax Rio de Janeiro, para disputa do Campeonato Carioca. Em junho 2013 foi anunciado como reforço do Khazar Lankaran FK do Azerbaijão, onde chegou com a titularidade e no dia 23 de outubro sagrou -se campeão da Supercopa do Azerbaijão, contra a equipe do Neftçi.
Em novembro de 2013, acertou sua volta para o Guarani, onde é ídolo, para a temporada de 2014.
Atualmente, Douglas atua como auxiliar técnico no Ituano.

## Títulos
Coritiba
- Campeonato Paranaense: 2003 e 2004

Khazar
- Supercopa do Azerbaijão: 2013